# Las Rejas (station)
Las Rejas är en tunnelbanestation i tunnelbanesystemet Metro de Santiago i Santiago, Chile. Stationen ligger på Linje 1 (Línea 1). Den nästföljande stationen i riktning mot Escuela Militar är Ecuador och i riktning mot San Pablo är det Pajaritos. Stationen har fått namnet från områdets största väg, avenida Las Rejas.